# Rüdiger Wrobel
Rüdiger „Roger“ Wrobel (* 2. Juni 1955) ist ein ehemaliger deutscher Fußballspieler.

## Laufbahn
Wrobel bestritt in der Saison 1980/81 drei Spiele in der 2. Fußball-Bundesliga für Holstein Kiel. Nach dem Ende seines Wirtschaftsstudiums an der Christian-Albrechts-Universität zu Kiel ging er 1983 nach Seguin in den US-Bundesstaat Texas. Dort war er in der Verwaltung der Texas Lutheran University im Bereich Finanzen tätig und rief die Fußball-Hochschulmannschaft ins Leben, die er von 1983 bis 1988 als Trainer betreute. Dort wurde er Roger Wrobel genannt. Des Weiteren war er an der Hochschule Lehrkraft für Deutsch und Wirtschaft.
Nach der Zeit in Texas ging Wrobel nach Deutschland zurück, war erst für einen Süßwarenhersteller, dann von 1991 bis 2015 in Hamburg im Finanzwesen für eine internationale Schule tätig. 2015 gründete er ein Unternehmen, mit dem er internationale Schulen berät.